# 座床

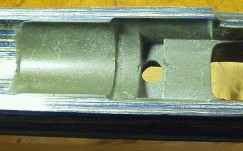
步枪枪托内的环氧树脂座床

座床（也称）是一种主要针对步枪（也可以用于其它长管枪械）的加工手段，目的是通过让枪械的功能部件（整合在机匣中的枪机和枪管）和承重部件（枪托）之间的接触面变得更加严实稳固，使其在射击时能防止因后坐力造成松动，保持枪械的机构运行状态每次都稳定一致，进而改善精准度。减少部件之间的松动同时还会减少相互间的磨损，在一定程度上延长（特别是木质）枪托的使用寿命。

## 种类

### 玻璃钢座床
座床通常是一种售后的改良工艺，最常见的手段是将环氧树脂基质的糊状玻璃钢填充剂模塑在枪托与机匣之间的接触面上，将两者间的缝隙填满，等填充剂固化后就能形成坚硬并严丝合缝的基座，这称为玻璃钢座床（glass bedding）。因为传统枪托的木质和塑料材料的刚度都有限，在受到足够应力（比如后坐力产生的剪应力）会发生局部形变导致机匣和枪托之间的接触面出现变化导致松动微移，除了会影响精度重复性外，时间长了还会因为重复松动而磨损枪托（木材和塑料通常比机匣材料的硬度低）。高质量的座床处理可以防止松动，并且能够将机匣和枪托之间的压应力均匀分布在更大面积上，能减少机匣因螺丝加固而弯曲产生金属疲劳的风险。

### 柱承座床
玻璃钢座床通常只是处理枪托凹槽的顶面，并不能解决下方的枪托材料受压缩形、受潮膨胀或受热变软时仍能出现的形变问题。因此除了玻璃钢座床之外，又出现了用刚性较强的圆柱形金属管（通常为铝合金或不锈钢材料）辅助支撑的柱承座床（pillar bedding）。进行柱承座床处理时通常会至少安装前后两个柱管，同时进行玻璃钢座床相互配合达到最佳的加固效果。
在管状柱承的基础上又进化出了特殊形状的座床块（bedding block），比较常见的上方带有“V”字形槽并配有后坐阻榫，可以比传统的后坐耳槽设计提供更优越的稳定性，比如斯特姆-儒格的“美国人”步枪。

### 底框
今年来因为数控机床技术的普及使得精密的金属加工成为常态，一些制造商开始将座床块的概念扩展，将分散的多个柱承/座床块整合成了一个整体承压的金属框架，称作底框（chassis，英文术语借鉴于车辆承重的底盘框架）。早期的底框是嵌在木质或复合材料枪托内的，尺寸只稍微比机匣大些，功能上相当于一个放大版的柱承。现代的底框设计因为受到模块化枪械设计理念的影响，尺寸扩展到甚至取代了整个前托成为了“下机匣”式的枪身，虽然通常会增加重量（最常见的是铝合金材料，比同体积的木材和塑料要重），但因为具有兼容安装各种枪械附件的能力，在各种追求个性化和整体性能的使用者市场中越来越受欢迎。